# Брђани (Коњиц)
Брђани је насељено место у Босни и Херцеговини, у општини Коњиц, у Херцеговачко-неретванском кантону које административно припада Федерацији Босне и Херцеговине. Према попису становништва из 2013. у насељу је живјело 194 становника.

## Историја
Српски део села нападнут је од стране полиције и јединица Армије РБиХ 26. јануара 1993. У Брђанима су се затекли само они малобројни Срби који ни по цену живота нису хтели да напусте своја огњишта и који су веровали да их стари познаници и суседи неће поубијати. Нажалост, то се није обистинило. И ово село је опљачкано и разорено. Разорена је и капела на православном гробљу, а многи надгробни споменици су поломљени.
Демографска слика је због прогона или исељавања после рата 1995. битно измењена, тако да сада већину становника чине Бошњаци.
Мектеб (основна школа) у Брђанима изграђен је 1969. године, а 9. августа 2008. изграђена је џамија.

## Становништво
По последњем службеном попису становништва из 1991. године, у насељу Брђани живело је 436 становника. Већина становника су били Срби.
| Националност       | 1991.        | 1981.        | 1971.        |
| Срби               | 252 (57,80%) | 254 (57,21%) | 281 (64,01%) |
| Муслимани          | 182 (41,74%) | 169 (38,06%) | 157 (35,76%) |
| Хрвати             | –            | 2 (0,45%)    | –            |
| Југословени        | 1 (0,23%)    | –            | –            |
| остали и непознато | 1 (0,23%)    | 19 (4,28%)   | 1 (0,23%)    |
| Укупно             | 436          | 444          | 439          |